# Lientuto (Ort)
Lientuto (Leintutu, Liantutun, Lihentutu) ist eine osttimoresische Siedlung im Suco Aituto (Verwaltungsamt Maubisse, Gemeinde Ainaro).

## Geographie und Einrichtungen
Die Gebäude des Dorfes Lientuto bilden keine geschlossene Siedlung, sondern verteilen sich verstreut entlang der Überlandstraßen nach Maubisse im Norden, Ainaro im Südwesten und Same im Südosten. Das Ortszentrum liegt im Norden der Aldeia Lientuto, auf einer Meereshöhe von 1779 m, wo die drei Straßen aufeinander treffen. Hier befinden sich auch der Sitz des Sucos, die katholische Kirche von Aituto, die Grundschule Fleixa und der Friedhof von Aituto.
Der nächste Nachbarort im Norden ist Russulau, nach Südosten gelangt man als Nächstes nach Airaca-Lau und nach Südwesten über den Fleixa-Pass und die Brücke Era Leso zum Dorf Aituto im Suco Mulo.